# Rasul Čunajev
Rasul Čunajev (* 7. ledna 1991) je ázerbájdžánský zápasník – klasik avarské národnosti, bronzový olympijský medailista z roku 2016.

## Sportovní kariéra
Pochází z obce Jeni Šarif v okresu Balakan. K zápasení se dostal prostřednictvím svého trenéra Ismajila Čopsijeva, který si ho všiml při jedné ze svých návštěv rodného Jeni Šarifu. V 10 letech se přestěhoval do Baku, kde žil na internátní škole. Specializuje se na řecko-římský (klasický) styl. V ázerbájdžánské mužské reprezentaci se pohyboval od roku 2009 ve váze do 66 kg. V roce 2012 se na olympijské hry v Londýně nekvalifikoval.
Od roku 2014 startuje v neolympijské váze do 71 (72) kg. V olympijském roku 2016 však shazoval opět do váhy do 66 kg a vysloužil si nominaci na olympijské hry v Riu. V Riu prohrál v semifinále s Miranem Arutjunjanem z Arménie 1:4 na technické body, v boji o třetí místo porazil vysoko 8:0 na technické body Korejce Rju Han-sua a získal bronzovou olympijskou medaili.

## Výsledky
| Olympijské hry     | —  |   |    |    | — |    |    |    | 3. |     |    |  |  |  |  |  |  |  |  |  |  |  |  |  |  |  |
| Mistrovství světa  |    | — | —  | —  |   | —  | 3. | 1. |    | úč. | 3. |  |  |  |  |  |  |  |  |  |  |  |  |  |  |  |
| Evropské hry       |    |   |    |    |   |    |    | 1. |    |     |    |  |  |  |  |  |  |  |  |  |  |  |  |  |  |  |
| Mistrovství Evropy | —  | — | —  | —  | — | —  | 2. | 1. | —  | —   | 2. |  |  |  |  |  |  |  |  |  |  |  |  |  |  |  |
| Univerziáda        |    |   |    |    |   | 1. |    |    |    |     |    |  |  |  |  |  |  |  |  |  |  |  |  |  |  |  |
| MS juniorů         | —  | — | 3. | 3. |   |    |    |    |    |     |    |  |  |  |  |  |  |  |  |  |  |  |  |  |  |  |
| ME juniorů         | —  | — | 1. | 3. |   |    |    |    |    |     |    |  |  |  |  |  |  |  |  |  |  |  |  |  |  |  |
| ME dorostenců      | 1. |   |    |    |   |    |    |    |    |     |    |  |  |  |  |  |  |  |  |  |  |  |  |  |  |  |